# Бретёй (Уаза)
Бретёй (фр. Breteuil, Breteuil-sur-Noye) — город на севере Франции, регион О-де-Франс, департамент Уаза, округ Клермон, кантон Сен-Жю-ан-Шоссе. Расположен в 28 км к северо-востоку от Бове и в 32 км к югу от Амьена, в 7 км от автомагистрали А16 "Европейская".
Население (2018) — 4 244 человека.

## История
На месте нынешней коммуны поселение существовало уже в галло-римскую эпоху. В раннее Средневековье город разрастается вокруг построенного здесь замка графов де Бретёй и основанного в 1035 году аббатства Нотр-Дам-де-Бретёй. В XV столетии замок был снесён, и на его месте остался лишь холм, где в XIX столетии возводятся дома горожан. Аббатство также не сохранилось, оно было разрушено во время Великой французской революции.

## Достопримечательности
- Несколько сохранившихся зданий бывшего аббатства Нотр-Дам-де-Бретёй XIII-XVI веков
- Дом-музей Ипполита Байяра, одного из пионеров фотографии
- Церковь Святого Иоанна Крестителя, разрушенная при бомбардировке в 1940 г. и построенная после войны в стиле модерн

## Экономика
Структура занятости населения:
- сельское хозяйство — 2,2 %
- промышленность — 15,5 %
- строительство — 2,0 %
- торговля, транспорт и сфера услуг — 35,7 %
- государственные и муниципальные службы — 44,6 %

Уровень безработицы (2017) — 21,5 % (Франция в целом — 13,4 %, департамент Уаза — 13,8 %). 

Среднегодовой доход на 1 человека, евро (2018) — 17 640 (Франция в целом — 21 730, департамент Уаза — 22 150).

## Демография
Динамика численности населения, чел.

## Администрация
Пост мэра Бретёя с 2014 года занимает член партии Республиканцы Жан Ковель (Jean Cauwel). На муниципальных выборах 2020 года возглавляемый им список был единственным.
| Период | Период | Фамилия       | Партия                                  | Примечания                                                                    |
| ------ | ------ | ------------- | --------------------------------------- | ----------------------------------------------------------------------------- |
| 1981   | 1983   | Жак Лефевр    |                                         | геодезист                                                                     |
| 1983   | 1995   | Патрик Костер | Социалистическая партия                 | государственный служащий, член Генерального совета департамента               |
| 1995   | 2014   | Жак Котель    | Союз за народное движение               |                                                                               |
| 2010   |        | Жан Ковель    | Союз за народное движение Республиканцы | фермер, член Генерального совета департамента, член Совета региона О-де-Франс |

## Галерея

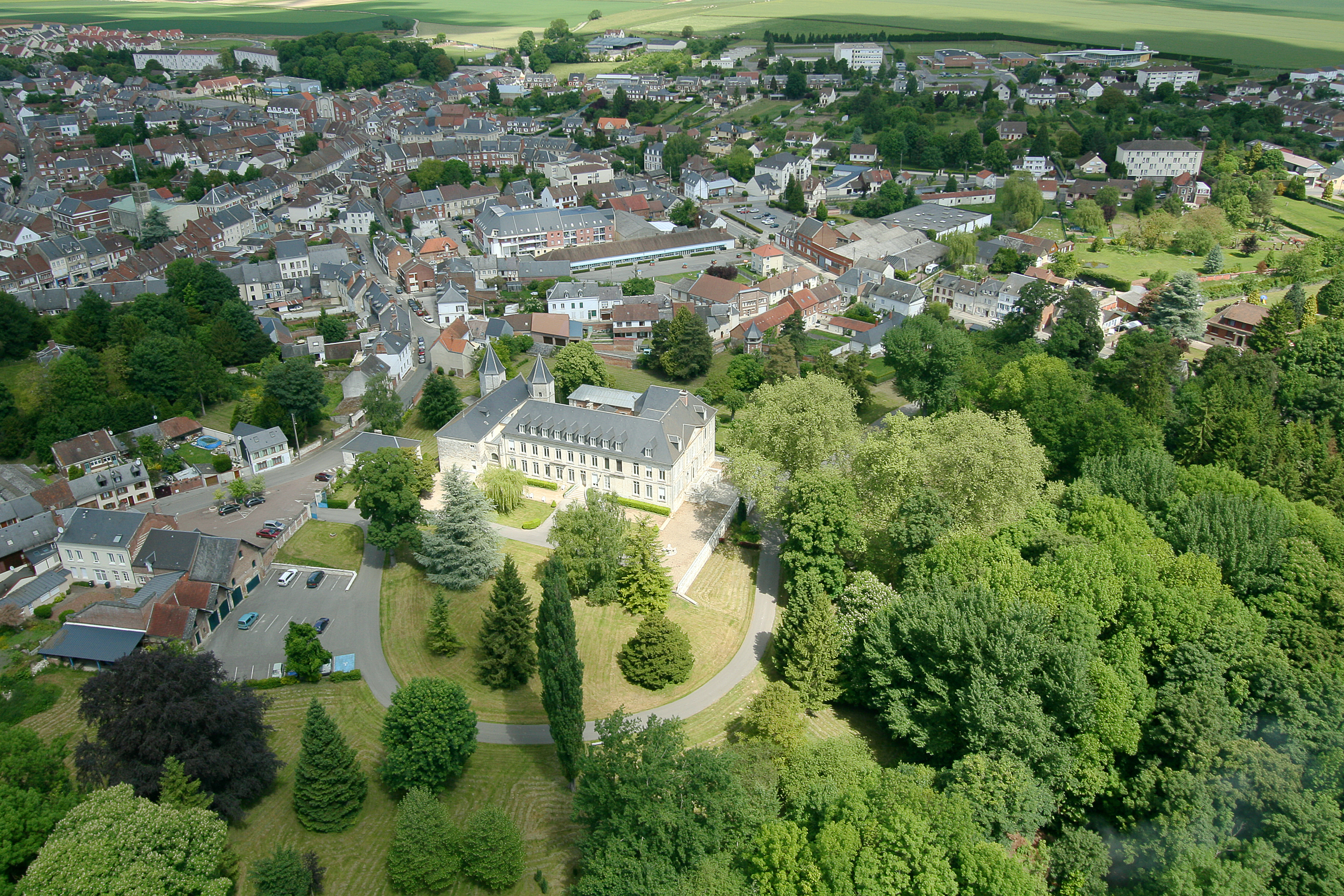
Вид с аэроплана на аббатство Нотр-Дам-де-Бретёй
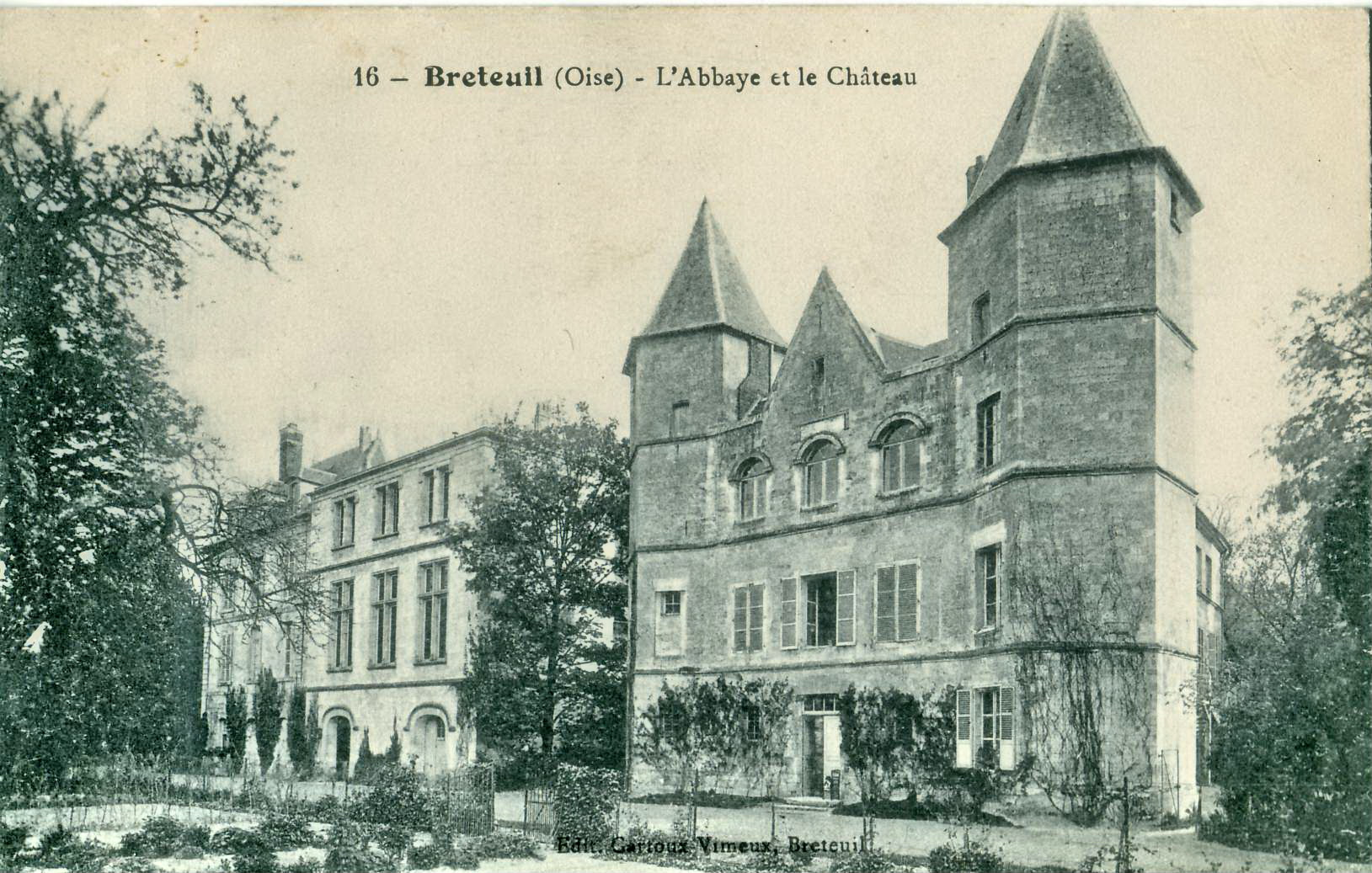
Изображение аббатства и замка Бретёй
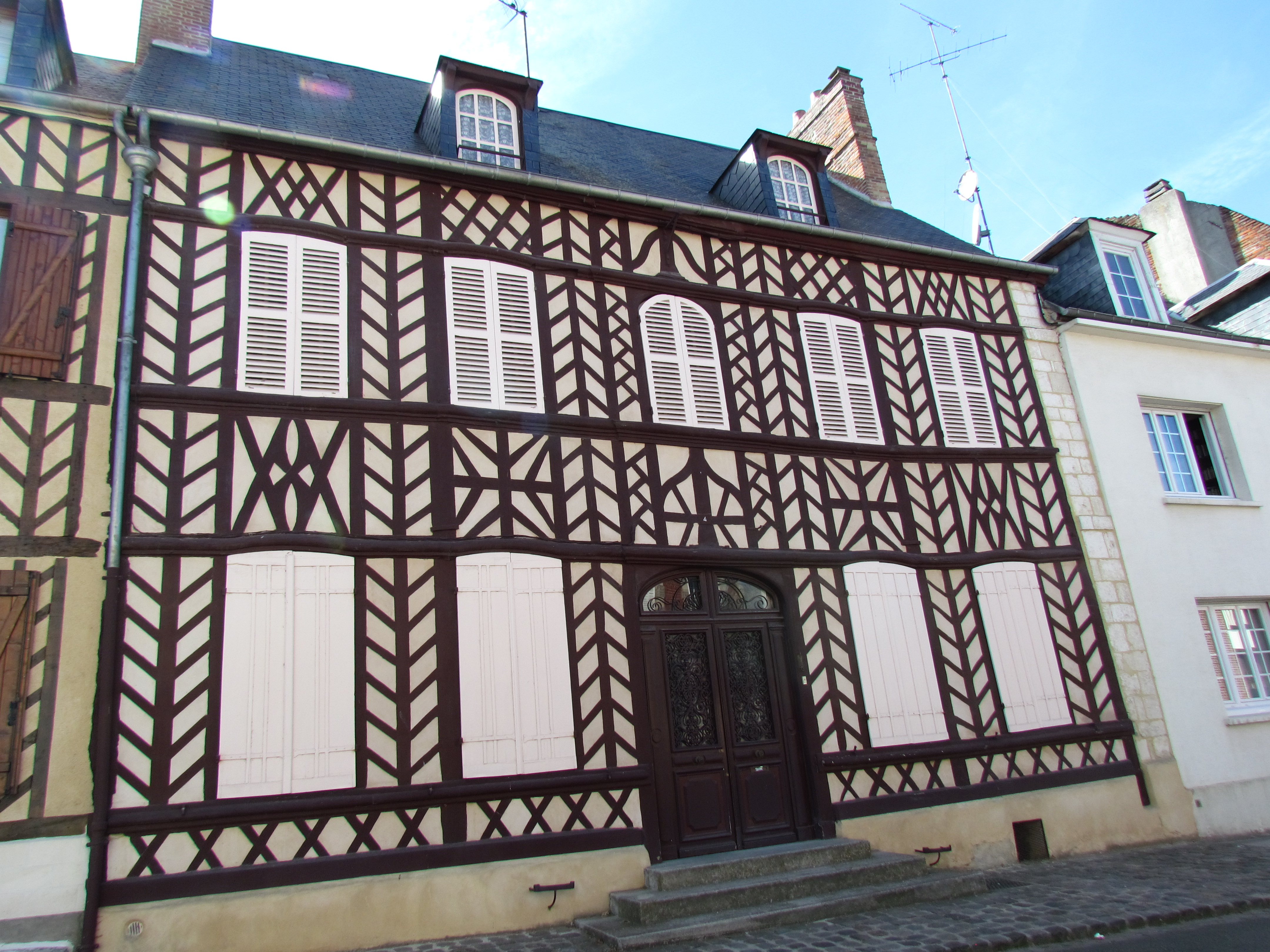
Дом-музей Ипполита Байяра

1. 1 2  база данных о французских коммунах — Национальный географический институт Франции, 2015.